# La Hija de Dios
La Hija de Dios település Spanyolországban, Ávila tartományban. La Hija de Dios Mengamuñoz, Narros del Puerto, La Torre, Solosancho és Sotalbo községekkel határos. Lakosainak száma 75 fő (2024).

## Népesség
A település népessége az utóbbi években az alábbiak szerint változott:
| Lakosok száma | 112  | 94   | 78   | 81   | 77   | 79   | 81   | 80   | 80   | 75   |
|               | 2001 | 2004 | 2006 | 2009 | 2011 | 2014 | 2016 | 2019 | 2021 | 2024 |